# تاناكامت (بني زولي)
تاناكامت هي إحدى مشيخات المملكة المغربية، تتبع جغرافيا لإقليم زاكورة وإداريًا لبني زولي. يقدر عدد سكانها بـ 2780 نسمة حسب الإحصاء الرسمي للسكان والسكنى لسنة 2004.